# Tenebroides patruelis
Tenebroides patruelis is een keversoort uit de familie schorsknaagkevers (Trogossitidae). De wetenschappelijke naam van de soort werd in 1836 gepubliceerd door Pierre François Marie Auguste Dejean.